# Música clásica

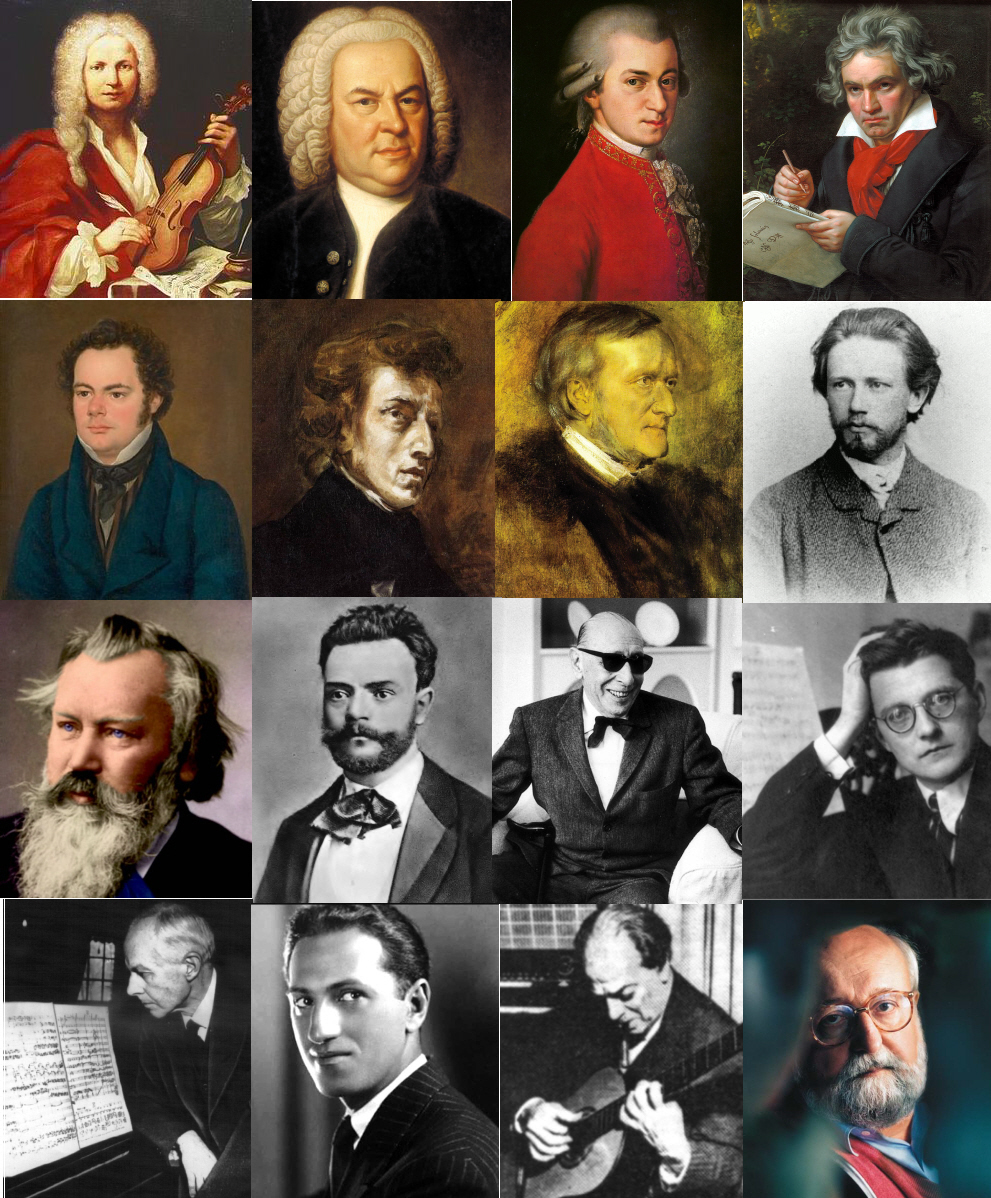
Montaje de grandes compositores de música clásica. En orden cronológico de izquierda a derecha:
Alto - Antonio Vivaldi, Johann Sebastian Bach, Wolfgang Amadeus Mozart, Ludwig van Beethoven;
segunda fila - Franz Schubert, Frédéric Chopin, Richard Wagner, Piotr Ilich Chaikovski;
tercera fila - Johannes Brahms, Antonín Dvořák, Igor Stravinsky, Dimitri Shostakovich;
Última fila - Béla Bartók, George Gershwin, Heitor Villa-Lobos, Krzysztof Penderecki

La música clásica occidental es un tipo de música académica producida o derivada de las tradiciones de la música litúrgica y profana en Occidente, teniendo históricamente su foco mayoritario en Europa Occidental. Posee un referente de transmisión fundamentalmente de tipo escrito lo cual suele vincularse al carácter riguroso de su reproducción e interpretación.  
Si bien, las principales características del género fueron codificadas principalmente entre 1550 y 1900, que es habitualmente considerado como el período característico de producción de la música clásica, su desarrollo se extiende a todo el siglo XX y XXI.
En un sentido historiográfico, la música clásica antigua se ha dividido tradicionalmente en varios periodos, ante los cuales la musicología del último medio siglo ha mostrado crecientes reticencias: música medieval, que abarca el periodo comprendido por la Baja Edad Media en Europa (1000-1400); la música renacentista (1400-1600); la música barroca, que coincide con desarrollo del arte barroco (1600-1750); el clasicismo (1750-1820), que en la Historia de la música y la musicología es a veces llamado «música clásica»; el Romanticismo (1820-1900); y la música contemporánea, que comprende las distintas corrientes de música clásica del siglo XX, que adopta la composición atonal y otras tendencias opuestas a corrientes anteriores. 
Debido a sus características técnicas, a la creciente profesionalización de la ocupación de músico y compositor, y al contexto sociocultural en el que se desarrolla (bajo el patronazgo de aristocracia, iglesia y burguesía), la música clásica es habitualmente definida como la «música de tradición culta».
La música clásica en general se caracteriza principalmente por el tipo de lenguaje utilizado, el cual tiene su fundamento en el desarrollo amplio y variado de ideas musicales a partir de temas, motivos, sujetos, contrasujetos, frases, estructuras contrapuntísticas, pasajes modulantes, secciones de reexposición, variaciones temáticas, etc., las cuales se organizan con el objetivo de crear una «narrativa» sonora particular. Con ello el compositor crea un entorno descriptivo de ideas abstractas o concretas convertidas en melodía, armonía y ritmo, encaminadas a dar forma a una estructura sonora con algún sentido específico.  
En ese sentido, la música clásica se distingue de la música popular y de otras tradiciones clásicas no europeas por su apego a la notación musical simbólica, en uso desde aproximadamente el siglo XVI. Dicha notación permite a los compositores prescribir de forma detallada el tempo, la métrica, el ritmo, la altura y la ejecución precisa de cada pieza musical. Esto limita el espacio para la improvisación o la ornamentación ad libitum, que son frecuentes en la música artística no europea y en la música popular. Otra característica es que mientras la mayoría de los estilos «populares» tienden a desarrollarse alrededor del género de las canciones, la música clásica se ha caracterizado por el desarrollo de formas y géneros musicales altamente sofisticados y muy elaborados, basados en desarrollos complejos y en el empleo de una muy variada y perfeccionada instrumentación. Por ello, la música clásica suele requerir, tanto de los músicos como de los compositores, de un alto grado de profesionalización y especialización. 
El término música clásica aparece por primera vez a principios del siglo XIX, en un intento para destacar el valor duradero de tradiciones anteriores, y muy especialmente la época de J. S. Bach y G. F. Händel, vista ya entonces como una edad dorada de la música. En la actualidad dicho término está asociado a la tradición descrita arriba, y es a veces sustituido precisamente por los términos música culta o música académica para resaltar su importancia y carácter frente a la músicas populares que han adquirido estatus "clásico" como exaltación de un valor particular (jazz clásico, rock clásico, salsa clásica, bolero clásico, tango clásico, etc.). En tal sentido, para la música clásica o académica del siglo XX se ha reservado el término "música contemporánea". Sin embargo, de forma popular, el término música clásica suele reservarse casi en exclusiva para referirse al contenido de este artículo.

## Formalización y contenido
La música clásica está hecha exclusivamente para ser escuchada, a diferencia de otras músicas adjuntas a otras formas de entretenimiento (la música de cine a veces se ejecuta en salas de conciertos). Los conciertos de música clásica suelen tener una atmósfera solemne, se espera que el público esté en silencio para evitar distraer al músico y los oyentes. Los intérpretes de ordinario visten de manera formal, una práctica vista como un gesto de respeto para la música y el público; y tampoco interactúan directamente o bromean con el público.
Como en las bellas artes, la música clásica aspira a comunicar una cualidad trascendental de la emoción, que expresa algo universal acerca de la condición humana. Si bien la expresión emocional no es una propiedad exclusiva de la música clásica, esta honda de exploración en la emoción permite que la mejor música clásica alcance lo que ha sido denominado lo «sublime» en el arte. Muchos ejemplos pueden citarse para demostrar esto. Por ejemplo, la musicalización del poema de Friedrich Schiller «Oda a la Alegría» en la Novena sinfonía de Ludwig van Beethoven, que suele interpretarse en actos de independencia nacional o de celebración, como aquella famosa ocasión en que la dirigió Leonard Bernstein para celebrar la caída del Muro de Berlín, y la tradición japonesa de tocarla para celebrar el Año Nuevo. Sin embargo, otros compositores, como Iannis Xenakis, argumentan que el efecto emocional de la música en los oyentes es arbitrario y que, por lo tanto, la complejidad objetiva o el contenido de información de la pieza es lo supremo.
A lo largo de la historia, los padres se aseguraron de que sus hijos fuesen instruidos en la música culta desde muy temprana edad. Una experiencia musical temprana daba las bases para un estudio serio posterior. Para aquellos que deseaban ser ejecutantes, cualquier instrumento es prácticamente imposible de aprender a nivel profesional si, o al menos un instrumento similar, no eran aprendidos desde la infancia. Algunos padres buscaban la enseñanza musical por razones sociales o en un esfuerzo por impartirles un útil sentido de la autodisciplina; las lecciones parecen mostrar también un incremento en el desempeño académico. Se considera además, que el conocimiento de las obras de la música clásica es parte de una buena cultura general.

## Interpretación
Los compositores clásicos aspiran a su música de una relación muy profunda entre su contenido afectivo (emocional), y los medios con los que lo logra. Muchas de las obras clásicas más elogiadas hacen uso del desarrollo musical, el proceso por el que un germen, idea o motivo musical es repetido en distintos contextos, o alterados de tal manera que la mente del oyente, conscientemente o no, compara las diferentes versiones. Los géneros clásicos de la forma sonata y la fuga emplean rigurosamente formas de desarrollo musical.
Generalmente, las obras de música clásica muestran una gran complejidad musical gracias al uso que hace el compositor del desarrollo, modulación (cambios de tonalidad), variación antes que la exacta repetición, frases musicales que no siempre tienen la misma longitud, contrapunto, polifonía y una armonía sofisticada. Además, muchas obras clásicas bastante largas (de 30 minutos a 3 horas) son construidas a partir de jerarquías de unidades más pequeñas: las frases, los períodos, las secciones y los movimientos. El análisis schenkeriano es una rama de la música que intenta distinguir estos niveles estructurales.
Su transmisión escrita, junto con la veneración dada a ciertas obras clásicas, ha llevado a la expectativa de que el ejecutante tocará la obra de tal modo que realizará en detalle las intenciones originales del compositor. Por lo tanto, las desviaciones de las instrucciones del compositor a veces son condenadas como fallas completas éticas. Durante el siglo XIX, los detalles que los compositores colocaban en sus partituras fueron incrementándose. Así vemos un opuesto rechazo-admiración por los ejecutantes que ofrecen nuevas «interpretaciones» de la obra de un compositor, y no es desconocido que un compositor le pida al intérprete una mejor realización de sus intenciones originales que la que él mismo pudo lograr. De este modo, los ejecutantes de música clásica alcanzan a menudo reputaciones muy altas por su musicalidad, aunque ellos mismos no compongan. Otra consecuencia de la primacía de la partitura escrita del compositor es que la improvisación juega una menor presencia, en marcado contraste con otras tradiciones como el jazz, en donde la improvisación es básica. La improvisación en la música clásica era mucho más frecuente en el Barroco que en los siglos XIX y XX, y recientemente la interpretación de aquella música por músicos clásicos modernos ha sido enriquecida por el resurgimiento de antiguas prácticas improvisatorias. Durante el periodo clásico, Mozart y Beethoven improvisaban a veces las cadencias de sus conciertos para piano (y animaban a otros a hacer lo mismo), pero también tendían a dar cadencias escritas para que otros solistas pudiesen usarlas.

## Influencias de la música popular
La música académica siempre ha sido influida por la música popular, o ha tomado material de ella. Los ejemplos incluyen música ocasional, como el uso por Brahms de canciones estudiantiles para la bebida en su Obertura para un festival académico, géneros ejemplificados por la Ópera de los tres centavos de Kurt Weill y la influencia del jazz en la música de compositores de inicios y mediados del siglo XX, como Maurice Ravel. Ciertos compositores clásicos posmodernos y postminimalistas reconocen su deuda con la música popular. También hay muchos ejemplos de influencia en el otro sentido, incluyendo canciones populares basadas en música clásica, el uso que se hizo del Canon de Pachelbel desde los años setenta, el fenómeno del musical crossover, en el que los músicos clásicos adquieren gran éxito en el terreno de la música popular (un notable ejemplo es la serie de grabaciones Hooked on Classics hechas por la Orquesta Filarmónica Real a inicios de los años ochenta). De hecho, puede argumentarse que el género completo de la música de cine puede ser considerada parte de esta influencia, dado que brinda la música orquestal a vastos públicos de cine meros que de otra manera no escucharían semejante música (no obstante, la mayoría la escuchan inconscientemente). Compositores de música clásica han hecho uso de la música folclórica (música creada por músicos autodidactas, la mayoría de una pura tradición oral). Algunos lo han hecho con una ideología nacionalista explícita, otros simplemente la han explotado como parte de su material temático. Algunos fragmentos de música clásica son frecuentemente usados comercialmente (es decir, en la publicidad o como parte de las bandas sonoras de películas de entretenimiento). En la publicidad televisiva, algunos pasajes orquestales poderosos o rítmicos se han convertido en clichés, pudiendo mencionar el inicio «O Fortuna» de Cármina Burana de Carl Orff por la fuerte presencia de la percusión y el coro brindando un pasaje de carácter épico. Se puede mencionar también el «Dies Irae» del Réquiem de Mozart y selecciones Rodeo de Aaron Copland. Similarmente, en las películas a menudo se recurre a pasajes clichés de música clásica para representar el refinamiento o la opulencia: probablemente la obra más escuchada en esta categoría es Eine Kleine Nachtmusik de Mozart.

## Notación musical

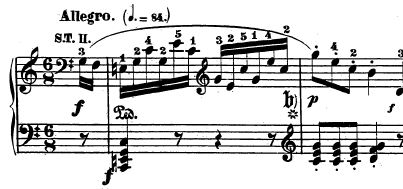
La música académica occidental ha desarrollado un método de escritura basado en dos ejes: el horizontal representa el transcurso del tiempo, y el vertical la altura del sonido; la duración de cada sonido está dada por la forma de las figuras musicales.

Desde la antigua Grecia (en lo que respecta a música occidental) existen formas de notación musical. Sin embargo, es a partir de la música de la Edad Media (principalmente canto gregoriano) que se comienza a emplear el sistema de notación musical que evolucionaría al actual. En el Renacimiento cristalizó con los rasgos más o menos definitivos con que lo conocemos hoy, aunque ―como todo lenguaje― ha ido variando según las necesidades expresivas de los usuarios.
El sistema se basa en dos ejes: uno horizontal, que representa gráficamente el transcurrir del tiempo, y otro vertical que representa gráficamente la altura del sonido. Las alturas se leen en relación con un pentagrama (un conjunto de cinco líneas horizontales) que al comienzo tiene una «clave» que tiene la función de atribuir a una de las líneas del pentagrama una determinada nota musical. En un pentagrama encabezado por la clave de sol en segunda línea nosotros leeremos como sol el sonido que se escribe en la segunda línea (contando desde abajo), como la del sonido que se escribe en el espacio entre la segunda y la tercera líneas, como si el sonido en la tercera línea, etc. Para los sonidos que quedan fuera de la clave se escriben líneas adicionales. Las claves más usadas son las de Do en tercera línea (clave que toma como referencia al Do de 261,63 Hz, el do central del piano), la de Sol en segunda (que se refiere al Sol que está una quinta por encima del do central), y la de fa en cuarta (referida al fa que está una quinta por debajo del do central).
El discurso musical está dividido en unidades iguales de tiempo llamadas compases: cada línea vertical que atraviesa el pentagrama marca el final de un compás y el comienzo del siguiente. Al comienzo del pentagrama habrá una fracción con dos números; el número de arriba indica la cantidad de tiempos que tiene cada compás; el número de abajo nos indica cuál será la unidad de tiempo.
Para escribir las duraciones se utiliza un sistema de figuras musicales: la redonda (representada como un círculo blanco), la blanca (un círculo blanco con un palito vertical llamado plica), la negra (igual que la blanca pero con un círculo negro), la corchea (igual que la negra pero con un palito horizontal que comienza en la punta de la plica), la semicorchea (igual que la corchea pero con dos palitos horizontales), etc. Cada una vale la mitad de su antecesora: la blanca vale la mitad que una redonda y el doble que una negra, etc.
Las figuras son duraciones relativas; para saber qué figura es la unidad de tiempo en determinada partitura, debemos fijarnos en el número inferior de la indicación del compás: si es 1, cada redonda corresponderá a un tiempo; si es 2, cada blanca corresponderá a un tiempo; si es 4, cada tiempo será representado por una negra, etc. Así, una partitura encabezada por un 3/4 estará dividida en compases en los que entren tres negras (o seis corcheas, o una negra y cuatro corcheas, etc.); un compás de 4/8 tendrá cuatro tiempos, cada uno de ellos representados por una corchea, etc.
Para representar los silencios, el sistema posee otros signos que representan un silencio de redonda, de blanca, etc.
Como se ve, las duraciones están establecidas según una relación binaria (doble o mitad), lo que no prevé la subdivisión por tres, que será indicada con «tresillos». Cuando se desea que a una nota o silencio se le agregue la mitad de su duración, se le coloca un punto a la derecha (puntillo). Cuando se desea que la nota dure, además de su valor, otro determinado valor, se escriben dos notas y se las une por medio de una línea arqueada llamada ligadura de prolongación.
En general, las incapacidades del sistema son subsanadas apelando a palabras escritas más o menos convencionales, generalmente en italiano. Así, por ejemplo, las intensidades se indican mediante el uso de una f (forte, fuerte) o una p (piano, suave), o varias efes y pes juntas. La velocidad de los pulsos o tempo se indica con palabras al comienzo de la partitura que son, en orden de velocidad: largo, lento, adagio, moderato, andante, allegro, presto.

## Instrumentación
La música clásica también se distingue por los instrumentos que utilizan. Los instrumentos usados en la práctica común de la música clásica fueron inventados antes de la mitad del siglo XIX (la mayoría mucho antes), y codificados en los siglo XVIII y siglo XIX. Consisten en los instrumentos que encontramos en la orquesta sinfónica, junto a otros pocos instrumentos solistas (como el piano, el clavicémbalo y el órgano). Los instrumentos electrónicos, como la guitarra eléctrica y el violín eléctrico, juegan un papel predominante en la música popular, pero de hecho no tienen ninguno en la música clásica antes del siglo XX, y sólo aparecen ocasionalmente en la música clásica del siglo XX y XXI. Tanto los músicos populares como los clásicos han experimentado en las últimas décadas con instrumentos eléctricos, como el sintetizador, con técnicas electrónicas y digitales, como el uso de sonidos sampleados o generados por computador, y el sonido de instrumentos otras culturas, como el gamelan. Es importante notar que todos los instrumentos bajos no existían antes del Renacimiento. En la música medieval, los instrumentos estaban divididos en dos categorías: instrumentos fuertes para usar en exteriores o en la Iglesia e instrumentos más suaves para uso en interiores. Muchos de los instrumentos que son asociados hoy con la música popular tuvieron un papel importante en la música clásica antigua, tales como la gaita, la vihuela, la zanfona y otros instrumentos de viento. Por otro lado, la guitarra acústica, asociada a la música popular, ha empezado a ganar preponderancia en la música clásica a lo largo de los siglo XIX y XX. La voz humana es también un instrumento musical privilegiado de la música clásica, aunque también es usado en la música popular. Diversos géneros utilizan las voces, solas o bien con acompañamiento instrumental: la ópera, la música coral y el lied.
Mientras que el temperamento igual fue gradualmente aceptado como el sistema de afinación en el siglo XVIII, otros tipos de temperamento, de origen histórico, se emplean a menudo en la música de períodos anteriores al Barroco tardío; El clave bien temperado de Johann Sebastian Bach es utilizado como referencia temporal para indicar el comienzo de ese cambio de temperamento. Por ejemplo, la música del Renacimiento inglés se acostumbra a ejecutar con el temperamento medio.

## Historia de la música clásica

### Orígenes
Los siglos XVII y XVIII fueron el periodo formativo de la música clásica y vieron nacer la opera y el oratorio, la sonata, el concierto y la sinfonía. Los italianos fueron los primeros en desarrollar estos géneros, pero les siguieron pronto los franceses, alemanes e ingleses. La música clásica surgió tomando elementos de otras tradiciones musicales occidentales, tanto litúrgicas como seculares, por caso la música de la Antigua Grecia o la Música de la Antigua Roma (sobre todo por sus contribuciones teóricas), o la música de la Iglesia católica (principalmente el canto gregoriano).
Los hitos que definieron su rumbo, fue el descubrimiento y posterior desarrollo de la polifónica, así como el posterior desarrollo de la armonía, la revolución musical conocida como el Ars nova y la evolución de la notación musical, además del estudio de la estética musical. Con la era de los descubrimientos que comenzó en el siglo XV y posterior colonialismo, la música clásica llegó a otros continentes y sufrió una síntesis con las tradiciones musicales de los nuevos territorios. Encontramos expresiones de la música clásica en Brasil (por ejemplo, Heitor Villa-Lobos), Estados Unidos (por ejemplo, Charles Ives), Hispanoamericano (por ejemplo, Alberto Ginastera, José Ángel Montero), Asia (por ejemplo, Takemitsu, Tan Dun), África y Oceanía, pero que están conectadas a la música clásica de tradición europea.

### Períodos de hace años
Existe un sistema de división de la historia de la composición de la música clásica en distintos períodos que es ampliamente aceptado. Las fechas son generalizaciones, ya que los períodos se sobreponen unos a otros. Algunas voces autorizadas subdividen los periodos, la fecha o el género. Sin embargo, debe notarse que estas categorías son arbitrarias; por ejemplo, el uso del contrapunto y la fuga, que es considerada una característica del Barroco, fue continuado por Mozart, a quien se considera un compositor clásico, y por Beethoven, a quien normalmente se le describe como en medio del periodo clásico y romántico; y también por Brahms, quien es clasificado como romántico. De acuerdo a este sistema, las principales divisiones son:
- Música renacentista: El concepto de Renacimiento fue empleado por el pintor Vasari en el año de 1500 y se le emplea habitualmente para referirse al arte de los siglos XV y XVI en Italia. Este término significa un renacimiento del hombre a partir de un encuentro deliberado con la Antigüedad. La nueva imagen del hombre lleva asimismo hacia un nuevo tipo de artista (con precursores en el siglo XVI): el genio, quien se siente una fuerza creadora en un orden divino. Así mismo, la nueva conciencia de sí mismo del hombre se refleja en los disturbios eclesiásticos y en las guerras religiosas, en los numerosos concilios celebrados en el siglo XV, en la obra reformadora sobre todo de Martín Lutero y en la Contrarreforma con el Concilio de Trento. Las características estilísticas que definen la música renacentista son su textura polifónica, que sigue las leyes del contrapunto, y está regida por el sistema modal heredado del canto gregoriano. Entre sus formas musicales más difundidas se encuentran la misa y el motete en el género religioso, el madrigal, el villancico y la chanson en el género profano, y las danzas, el ricercare y la canzona en la música instrumental. Entre los compositores más destacados de este periodo se hallan Josquin Desprez, Giovanni Pierluigi da Palestrina, Orlando di Lasso y Tomás Luis de Victoria.

- Música barroca: Entre 1600 y 1750. Surge el uso de tonalidades más complejas, en lugar de la modalidad y el contrapunto. Se popularizan los instrumentos de teclado (el clavicémbalo y el órgano). Los compositores más destacados del periodo barroco son Johann Sebastian Bach y Georg Friedrich Händel.

- Música clásica: Entre 1750 y 1820, fue una era importante que estableció varias de las normas de composición y estructura. El período clásico también está marcado por la desaparición del clavicémbalo y el clavicordio en favor del nuevo piano, que a partir de ese momento se convirtió en el instrumento predominante para la interpretación en teclado y la composición.

- Música romántica: Entre 1820 y 1900. Período en que se codificó la práctica, se extendió el papel de la música en la vida cultural y se crearon instituciones para la enseñanza, ejecución y conservación de las obras musicales.

- Música moderna: Entre 1900 y 1985. Representó una crisis en los valores de la música clásica y su rol dentro de la vida intelectual, y la extensión de la teoría y la técnica. Algunos teóricos, como Arnold Schoenberg en su ensayo Brahms, el progresivo, insisten en que el Modernismo representa una progresión lógica de las tendencias en la composición del siglo XIX. Otros sostienen un punto de vista opuesto, que indica que el modernismo representa el rechazo o la negación del método de composición clásica.

- Música del siglo XX: Usado normalmente para describir la amplia variedad de subgéneros posteriores al Romanticismo empleados hasta el año 2000, incluyendo a los compositores posrománticos, modernistas y posmodernos.

- Música clásica contemporánea: El término es utilizado a veces para describir la música compuesta en los últimos años del siglo XX hasta el presente.

- El prefijo neo suele emplearse para describir a una composición del siglo XX o contemporánea escrita en un género perteneciente a un periodo anterior, como el clásico, romántico o moderno, pero con un lenguaje moderno. Por ejemplo, la Sinfonía clásica de Prokófiev ―que acude a los modelos de la sinfonía del clasicismo de Haydn― es considerada una composición neoclásica.

El siguiente gráfico muestra una selección resumida de los más famosos compositores de música clásica: